# Jolien Boumkwo
Jolien Maliga Boumkwo (* 27. August 1993 in Gent) ist eine belgische Leichtathletin, die im Kugelstoßen sowie im Hammerwurf an den Start geht.

## Sportliche Laufbahn
Erste internationale Erfahrung sammelte Jolien Boumkwo bei den Jugendweltmeisterschaften 2011 in Lille, bei denen sie mit 14,32 m in der Qualifikation ausschied. 2012 belegte sie bei den Juniorenweltmeisterschaften in Barcelona im Finale den zehnten Platz. Bei den 2013 ausgetragenen U23-Europameisterschaften in Tampere schied sie mit 15,21 m in der Qualifikation aus. Zwei Jahre später wurde sie im Kugelstoßen Sechste bei den U23-Europameisterschaften in Tallinn und schied im Hammerwurf mit 63,24 m in der Qualifikation aus. 2016 qualifizierte sie sich für die Europameisterschaften 2016 in Amsterdam, bei denen sie mit 16,66 Metern abermals in der Qualifikation ausschied. 2023 startete sie im Kugelstoßen bei den Halleneuropameisterschaften in Istanbul und verpasste dort mit 16,18 m den Finaleinzug.
Bei der Leichtathletik-Team-Europameisterschaft 2023 im polnischen Chorzów ging Boumkwo am 24. Juni über 100 Meter Hürden an den Start und wurde in 32,81 s Letzte. Grund für den Einsatz war der Ausfall ihrer Teamkollegin Anne Zagré, die auf Grund einer Verletzung passen musste. Ohne eine Starterin wäre dem Team ein Punkt abgezogen worden. Stattdessen errang sie zwei Punkte, da man von der Disqualifikation der Schweizerin Ditaji Kambundji profitierte. Für diesen  Mannschaftseinsatz erhielt sie im Oktober 2023 den Team Spirit Act of Recognition Award (Teamgeist-Award) der European Athletic Association.
In den Jahren von 2012 bis 2017 wurde Boumkwo belgische Meisterin im Hammerwurf sowie von 2013 bis 2017 und 2022 im Kugelstoßen. Zudem wurde sie 2011, von 2013 bis 2017, 2019 sowie 2022 und 2023 Hallenmeisterin im Kugelstoßen.

## Persönliche Bestleistungen
- Kugelstoßen: 17,09 m, 19. Juni 2016 in Brüssel (belgischer Rekord)
  - Kugelstoßen (Halle): 17,87 m, 19. Februar 2023 in Gent (belgischer Rekord)
- Diskuswurf: 50,60 m, 9. August 2014 in Kessel-Lo
- Hammerwurf: 67,30 m, 26. Juni 2016 in Brüssel
- 100 Meter Hürden: 32,81 s, 24. Juni 2023 in Chorzów

## Auszeichnungen (Auswahl)
- 2023: Team Spirit Act of Recognition Award der European Athletic Association